# ISG Luxury Management
El ISG Luxury Management es una escuela de negocios privada ubicada en Ginebra, Suiza y en París, Burdeos, Lille, Lyon, Montpellier, Nantes, Niza, Francia. Actualmente es la única escuela en Suiza con cursos dedicados exclusivamente al lujo, la moda y la joyería.
ISG Luxury Management fue fundada en 2018 como una institución privada por el grupo francés Groupe Ionis, como filial de la escuela de negocios Instituto Superior de Gestión de la escuela francesa de negocios.
La escuela ofrece una variedad de programas. La escuela entrega Certificados, Licenciatura y Maestría en Administración de Empresas.
Un think tank también se encuentra en el edificio.